# Gruta de Casteret
De Gruta de Casteret is een kalksteengrot, gelegen in de centrale Pyreneeën hoog boven de vallei van Ordesa.
De grot is vernoemd naar de Franse speleoloog Norbert Casteret. De grot is ongeveer 500 meter lang, en op het diepste punt 35 meter diep.
De grot kenmerkt zich door het feit dat binnensijpelend water meteen bevriest. Dit maakt van de Grotte Casteret een zeldzame ijsgrot. Dit soort ijsgrotten zijn zeldzaam omdat ze een speciaal microklimaat vereisen dat in een delicaat evenwicht verkeert.
Ondanks de hoge ligging van de grot is de grond er niet bevroren. Dit maakt dat via de kalksteen water kan inzijgen. In de wintermaanden wordt de grot gevuld met een koude lucht, die nog tot diep in de zomer koud blijft. Dit maakt dat water in de grot snel bevriest. De grot is dan ook gevuld met pegels en zuilen van glashelder ijs.